# Anthony Fokker
Anton Herman Gerard "Anthony" Fokker (n. 6 aprilie 1890 la Kediri, Java de Est, Indonezia - d. 23 decembrie 1939 la New York) a fost un pionier al aviației și fabricant neerlandez de avioane.
A realizat un avion de luptă utilizat de Germania în Primul Război Mondial, aparat de zbor numit Fokker Dr.I.
În perioada interbelică, și-a mutat producția de avioane în țara natală.
I se atribuie inventarea unui dispozitiv de sincronizare care permite executarea focului printre palele elicei avionului.